# Thelcticopis modesta
Thelcticopis modesta là một loài nhện trong họ Sparassidae.
Loài này thuộc chi Thelcticopis. Thelcticopis modesta được Tord Tamerlan Teodor Thorell miêu tả năm 1890.